# Louis Vasile Pușcaș
Louis Vasile Pușcaș (n. 13 septembrie, 1915, Aurora, Illinois, Statele Unite – d. 3 octombrie 2009) a fost un episcop român greco-catolic din Statele Unite ale Americii, primul episcop al Eparhiei Sfântul Gheorghe de Canton (Ohio), în funcție din 1987 până în 1993.

## Preot român în America
Louis Vasile Pușcaș s-a născut la 13 septembrie 1915 ca român american, din părinți imigranți, în orașul Aurora (Illinois, SUA) din Dieceza de Rockford. După absolvirea Școlii Elementare St. Michael din Aurora (Illinois), s-a înscris la Seminarul Preparatoriu Quigley, Seminarul Minor al Arhiepiscopiei din Chicago.
Primii doi ani de studii ai săi de Seminar Major i-a absolvit la Seminarul Greco-Catolic din Oradea, pentru a-și exersa limba română. Următorii doi ani de studiu i-a urmat la Colegiul De Propaganda Fide din Roma. În timp ce se afla la Roma a fost înscris ca student rezident al Seminarului Greco-Catolic Românesc „Pio Romeno”.
Din cauza începerii celui de-al doilea război mondial, a fost nevoit să părăsească Europa și să-și încheie studiile în SUA. Pușcaș s-a înscris la Seminarul Major Benedictin "St. Procopius" din Lisle (Illinois), pentru a studia în ultimii doi ani. A fost hirotonit ca preot catolic de rit bizantin la 14 mai 1942 în orașul Pittsburgh (Pennsylvania), de către PS Basil Takach, Episcop al Episcopiei Greco-Catolice Rutene din America.
Fiind încardinat în Episcopia Romano-Catolică din Erie (Pennsylvania) pentru a sluji ca preot pentru parohiile greco-catolice românești, pr. Pușcaș a fost numit ca preot al Parohiei St. John din Farrell (Pennsylvania) și ca administrator (paroh) al Bisericii St. George din Erie (Pennsylvania).
La 26 mai 1960 a fost numit cu normă întreagă la Facultatea Colegiului Gannon (astăzi Universitate) ca Decan al Studenților (Dean of Students) și Director Sportiv (Athletic Director). În ianuarie 1965 pr. Pușcaș s-a transferat din nou în fosta sa Dieceză Romano-Catolică din Rockford (Illinois) și la 1 februarie 1965 a fost numit ca preot-paroh al Parohiei Greco-Catolice Românești St. George din Aurora (Illinois).

## Primul episcop greco-catolic român de Canton (Ohio)
La 4 decembrie 1982 papa Ioan Paul al II-lea a scos toate cele 17 parohii românești catolice de rit bizantin (unite) de sub jurisdicția ierarhiei romano-catolice americane și a constituit un Exarhat Apostolic, dependent direct de Sfânta Congregație Orientală și l-a numit ca primul Exarh pe părintele Louis Vasile Pușcaș, cu titlul de Episcop titular de Leuce.
La 26 iunie 1983 părintele Pușcaș a fost hirotonit episcop titular de Leuce de către arhiepiscopul greco-catolic român Traian Crișan, secretar al Congregației pentru Canonizarea Sfinților din Curia Romană, asistat de către PS Emil John Mihalik, episcop greco-catolic de Parma, statul  Ohio și de PS Michael Joseph Dudick, episcop greco-catolic rutean de Passaic, statul  New Jersey. Episcopul Pușcaș a fost instalat ca primul Exarh al Exarhatului Apostolic Românesc de Rit Bizantin din America la 28 august 1983 în Biserica Saint George din Ohio, de către Arhiepiscopul Pio Laghi, Pro-Nunțiu Apostolic în Statele Unite ale Americii.
La 26 martie 1987 papa Ioan Paul al II-lea a ridicat Exarhatul Apostolic la rangul de Episcopie, luând astfel naștere Eparhia română-catolică de rit bizantin Saint George the Martyr având reședința în Canton, statul Ohio și cu Catedrala "Sfântul Mucenic Gheorghe", iar Monseigneurul Louis Vasile Pușcaș a fost numit episcop titular al Eparhiei nou înființate.
Episcopul Pușcaș s-a retras din funcția de episcop al Episcopiei Greco-Catolice Române Saint George din Canton la 15 iulie 1993, devenind episcop emerit.